# Messy Marv
Messy Marv, conosciuto anche con gli pseudonimi MessCalen, Cashlord Mess e The Boy Boy Young Mess, pseudonimo di Marvin Watson Jr. (San Francisco, 19 marzo 1976), è un rapper statunitense.

## Carriera
Nel 1996 Messy Marv ha pubblicato il proprio album di debutto intitolato Messy Situationz. Due anni dopo è uscito, in collaborazione con San Quinn, l'album Explosive Mode, che in poco tempo ha venduto più di 50.000 copie.
Nel 2005 ha fondato la sua etichetta discografica di nome Scalen LLC. Il 2 novembre 2007 è stato scarcerato dopo aver trascorso 12 mesi in custodia per possesso illegale d'arma da fuoco. Durante la prigionia ha pubblicato vari album, come ad esempio Cake & Ice Cream 2 (2009), che si è piazzato in cima alla Top R&B/Hip-Hop Albums e al trentanovesimo posto della classifica dei migliori album rap.
Il 3 luglio 2018 Messy Marv e San Quinn hanno pubblicato una raccolta di 12 brani intitolata Joc Nation (Well Connected). Il successivo 3 dicembre l'artista ha firmato un contratto con la Mozzy Records.

## Vita privata
Agli esordi del successo, Messy Marv ha confessato di aver lottato a più riprese contro l'abuso di droghe.

## Discografia

### Album in studio

#### Da solista
- 1996 – Messy Situationz
- 1999 – Death on a Bitch
- 2001 – Still Explosive
- 2002 – Turf Politics
- 2004 – DisoBAYish
- 2004 – Different Slanguages (come MessCalen)
- 2004 – The Block Files
- 2004 – The Still Explosive Project (come MessCalen)
- 2005 – Bandannas, Tattoos & Tongue Rings
- 2005 – Scrapers, Stunnas & White Tees (come MessCalen)
- 2006 – Hustlan.A.I.R.E.
- 2006 – Gettin' That Guac (come MessCalen)
- 2006 – What You Know bout Me?
- 2006 – What You Know bout Me? Part 2
- 2008 – Cake & Ice Cream
- 2009 – Cake & Ice Cream 2
- 2009 – The Tonite Show With Messy Marv
- 2011 – Kontrabrand
- 2012 – Cake & Ice Cream 3
- 2013 – Wake'n Dey Cook Game Up
- 2017 – Still Marked for death Vol. 1
- 2017 – Still Marked for death Vol. 2
- 2017 – Still Marked for death Vol. 3
- 2017 – Still Marked for death Vol. 4
- 2017 – Still Marked for death Vol. 5

#### Collaborativi
- 1998 – Explosive Mode (con San Quinn)
- 2002 – Turf Thuggin (con I-Rocc)
- 2003 – Bonnie & Clyde (con Marvaless)
- 2004 – The Re-Up (with I-Rocc)
- 2006 – Explosive Mode 2: Back In Business (con San Quinn)
- 2006 – Explosive Mode 3: The Mob Gets Explosive (con San Quinn, Husalah e The Jacka)
- 2006 – 100 Racks (con Yukmouth)
- 2006 – The Infrastructure (con Guce come Bullys wit Fullys)
- 2007 – Da Bidness (con P.S.D. Tha Drivah e Keak Da Sneak)
- 2007 – Messy Slick (con Mitchy Slick)
- 2007 – Guerilla Red (con Prince Bugsy)
- 2008 – The Best Of Bullys Wit Fullys The Movement (con Guce and Killa Tay come Bullys wit Fullys)
- 2008 – Fillmoe Hard Heads (con JT the Bigga Figga & San Quinn)
- 2009 – Blow (con Berner)
- 2009 – Tha 2nd & 3rd Letter (con T-Nutty)
- 2010 – Blow: Blocks and Boat Docks (con Berner)
- 2010 – Jonestown (con Blanco e The Jacka)
- 2010 – Da Bidness Part II (with P.S.D. Tha Drivah & Keak Da Sneak)
- 2011 – Atlantic City (con Melo)
- 2011 – Neighborhood Supastar 3 (con Philthy Rich)
- 2012 – AM To The PM (con Young Doe)
- 2015 – Good for Nothing (con Berner)
- 2015 – Rubber Ducks & Gucci Duffles (con DZ)
- 2018 – Explosive Mode 4 (con San Quinn)
- 2018 – When you a threat you a target (con Shill Mac)
- 2018 – Chow Time (con Mozzy)

### Mixtape
- 2003 – The Ko-Alition - Click Clack Gang Mixtape, Vol. 1
- 2006 – HollyHood The Mixtape
- 2006 – West Coast Gangsta, Vol. 16
- 2008 – A Hustlas Motivation Vol. 1 (come The Boy Boy Young Mess)
- 2008 – A Hustlas Motivation Vol. 2 (come The Boy Boy Young Mess)
- 2008 – A Hustlas Motivation Vol. 3 (come The Boy Boy Young Mess)
- 2009 – Prices on My Head: Thug Money on Ya Family, Vol. 1 (come The Boy Boy Young Mess)
- 2009 – Prices on My Head: Thug Money on Ya Family, Vol. 2 (come The Boy Boy Young Mess)
- 2009 – Highly Aggressive Vol. 1 (come The Boy Boy Young Mess)
- 2009 – Highly Aggressive Vol. 2 (come The Boy Boy Young Mess)
- 2010 – Nemmo: Paystyle Flow - No Pen Vol. 1 (come The Boy Boy Young Mess)
- 2010 – Nemmo: Paystyle Flow - No Pen Vol. 2 (come The Boy Boy Young Mess)
- 2010 – Skrillionaire
- 2010 – Urban Legend
- 2011 – Kokaine Ballads Frum My S550 (come The Boy Boy Young Mess)
- 2012 – Da New Frank Lukas Dat Neva  Wore Da Mink Coat (come The Boy Boy Young Mess)

### Raccolte
- 2006: Draped Up and Chipped Out
- 2006: The Features 2K6
- 2007: Muzik Fo' Tha Taliban
- 2007: Slangin' at the Corner Store
- 2007: Filmoe Nation, Vol. 1
- 2007: Filmoe Nation, Vol. 2
- 2007: The Free Messy Marv Movement
- 2007: Draped Up & Chipped Out, Vol. 2
- 2008: Draped Up and Chipped Out, Vol. 3
- 2009: Draped Up and Chipped Out, Vol. 4
- 2009: The Best Of
- 2010: The Shooting Range Part 1
- 2010: The Shooting Range Part 2
- 2010: Millionaire Gangsta
- 2010: Thizz City
- 2011: The Shooting Range Part 3
- 2011: The Shooting Range Part 4
- 2011: The Shooting Range Part 5
- 2011: Goon Vitamins Vol. 1
- 2011: Goon Vitamins Vol. 2
- 2011: Goon Vitamins Vol. 3
- 2012: The Definition Of Greed: Up All Night Hustlin Vol. 1
- 2012: Shots Fired
- 2012: A Hundred Planes